# UCI-BMX-Racing-Weltcup 2016
Beim UCI-BMX-Racing-Weltcup 2016, auch UCI-BMX-Supercross-Weltcup genannt, wurden durch die Union Cycliste Internationale die Weltcup-Sieger im BMX-Rennsport ermittelt.

## Termine
Der Weltcup-Kalender wurde bereits im Juli 2015 beschlossen und enthielt fünf Rennen. Jedes Rennen ging über zwei Tage, die Finalläufe fanden an folgenden Tagen statt:
- Santiago del Estero: 26. März
- Manchester: 10. April
- Papendal: 8. Mai
- Rock Hill: 1. Oktober
- Sarasota: 9. Oktober

Das Preisgeld für den Gesamtsieg bei Männern und Frauen war erstmals gleich.

## Männer
| # | Datum      | Ort                 | Erster           | Zweiter          | Dritter        |
| - | ---------- | ------------------- | ---------------- | ---------------- | -------------- |
| 1 | 26. März   | Santiago del Estero | Corben Sharrah   | Connor Fields    | Amidou Mir     |
| 2 | 10. April  | Manchester          | Liam Phillips    | Kyle Evans       | Renaud Blanc   |
| 3 | 8. Mai     | Papendal            | Māris Štrombergs | David Graf       | Carlos Ramírez |
| 4 | 1. Oktober | Rock Hill           | Corben Sharrah   | Gonzalo Molina   | David Graf     |
| 5 | 9. Oktober | Sarasota            | Corben Sharrah   | Māris Štrombergs | Sylvain André  |

Gesamtwertung
| Platz | Name             | Punkte |
| ----- | ---------------- | ------ |
| 1     | Corben Sharrah   | 855    |
| 2     | David Graf       | 600    |
| 3     | Māris Štrombergs | 560    |
| 4     | Nicolás Torres   | 560    |
| 5     | Carlos Ramírez   | 540    |
| 6     | Sylvain André    | 505    |

## Frauen
| # | Datum      | Ort                 | Erste             | Zweite             | Dritte               |
| - | ---------- | ------------------- | ----------------- | ------------------ | -------------------- |
| 1 | 26. März   | Santiago del Estero | Caroline Buchanan | Mariana Pajón      | Laura Smulders       |
| 2 | 10. April  | Manchester          | Caroline Buchanan | Simone Christensen | Brooke Crain         |
| 3 | 8. Mai     | Papendal            | Laura Smulders    | Caroline Buchanan  | Manon Valentino      |
| 4 | 1. Oktober | Rock Hill           | Laura Smulders    | Saya Sakakibara    | Yaroslava Bondarenko |
| 5 | 9. Oktober | Sarasota            | Laura Smulders    | Brooke Crain       | Elke Vanhoof         |

Gesamtwertung
| Platz | Name                 | Punkte |
| ----- | -------------------- | ------ |
| 1     | Laura Smulders       | 985    |
| 2     | Brooke Crain         | 750    |
| 3     | Simone Christensen   | 680    |
| 4     | Caroline Buchanan    | 645    |
| 5     | Elke Vanhoof         | 610    |
| 6     | Yaroslava Bondarenko | 560    |